# Hunter TR-12
Hunter TR-12 — багатоцільовий бронеавтомобіль колумбійського виробництва.

## Історія
Hunter TR-12 був вперше представлений у 2011 році на Worldwide Exhibition of Internal State Security Milipol у Парижі, Франція. У листопаді 2012 року в колумбійській армії обрали його як переможця свого Meteor MRAP. Є тендер на 1500 автомобілів. Перший Hunter TR-12 був поставлений у грудні 2012 року, а другий був у липні 2013 року.

## Дизайн
Відсік екіпажу Hunter TR-12 встановлений на автономному шасі. Він забезпечує рівень захисту B6 (Стандарт EN 1063), пропонуючи захист від гвинтівкового вогню та засідок. Кожна сторона корпусу оснащена двома невеликими броньованим склом і бійницями. Дві двері монтуються у передній частині кожної сторони бойового відділення з невеликим вікном та бійницею. На даху Hunter TR-12 можна встановити 360 градусну вежу з кулеметом М60, кулемет M2HB-QCB або гранатомет Mk 19. Зброя може бути встановлена на бойовий модуль. Його шасі 4×4 і приспущені шини можуть долати бездоріжжя. Машина має екіпаж із двох осіб і здатна перевозити 10 солдатів. Стандартна конфігурація має одне запасне колесо на задній панелі та постачається з пошуковими вогнями та тепловою камерою. Вона може бути додатково оснащена світломаскуванням, шноркелем та передньою лебідкою.

## Оператори

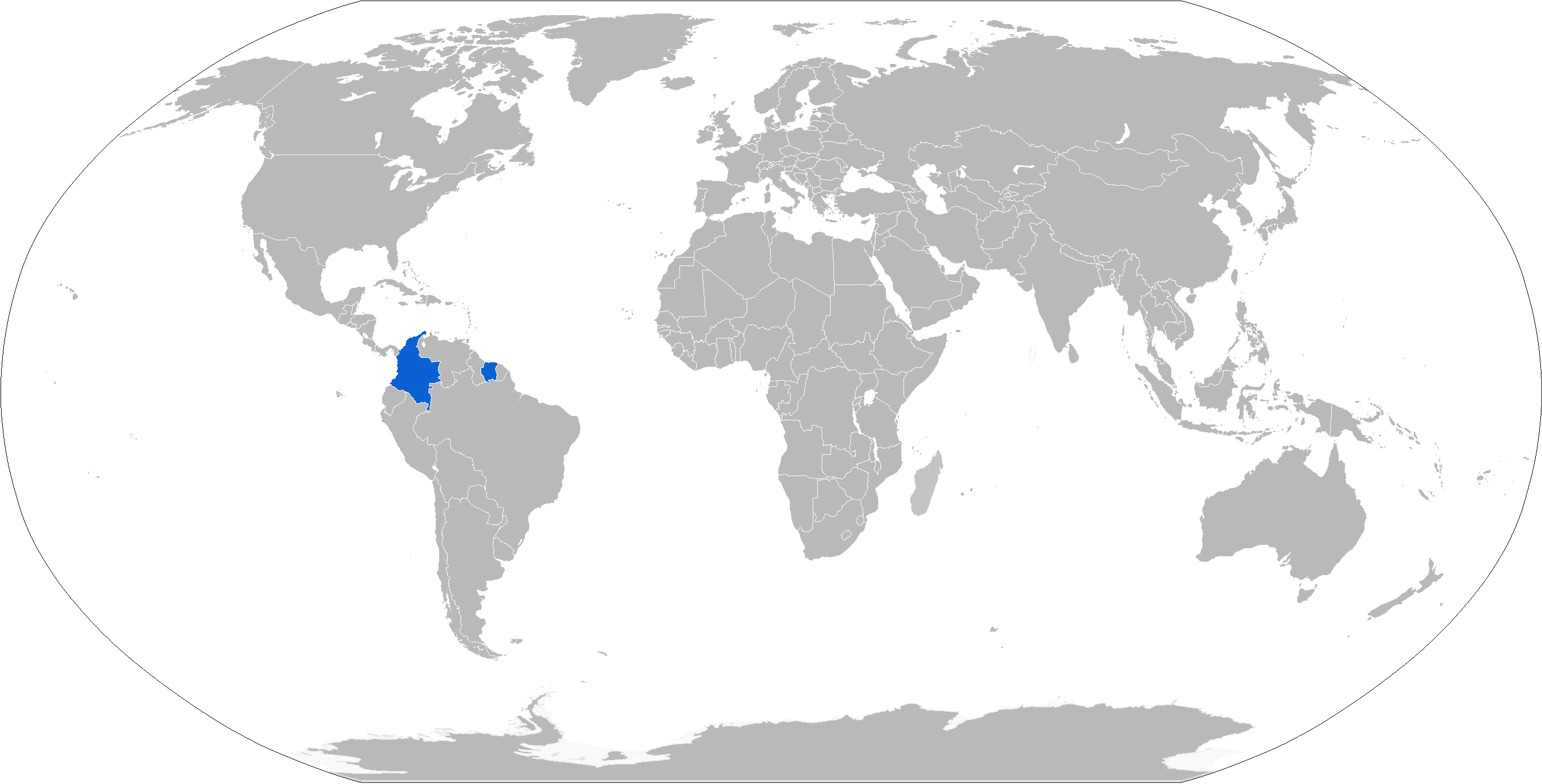
Оператори TR-12

- Колумбія[3]
- Сурінам[4]